# Pariner Berg

Spitze des Pariner Berges (um 1900) mit heute nicht mehr existierender Windmühle

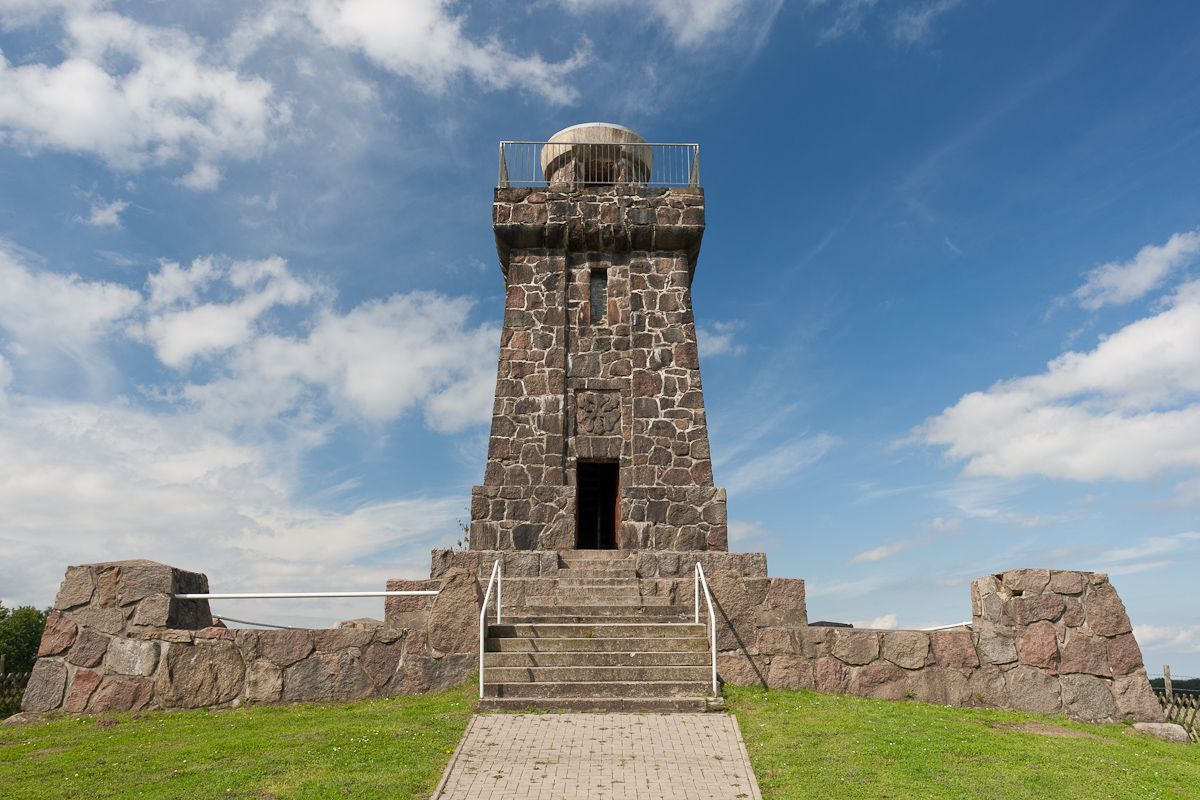
Die Bismarcksäule auf dem Pariner Berg

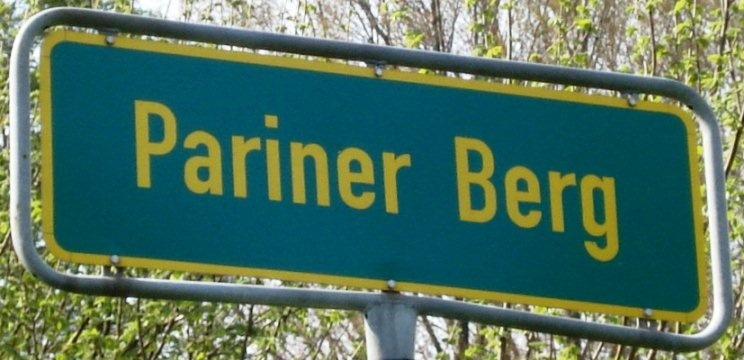
Hinweisschild „Pariner Berg“

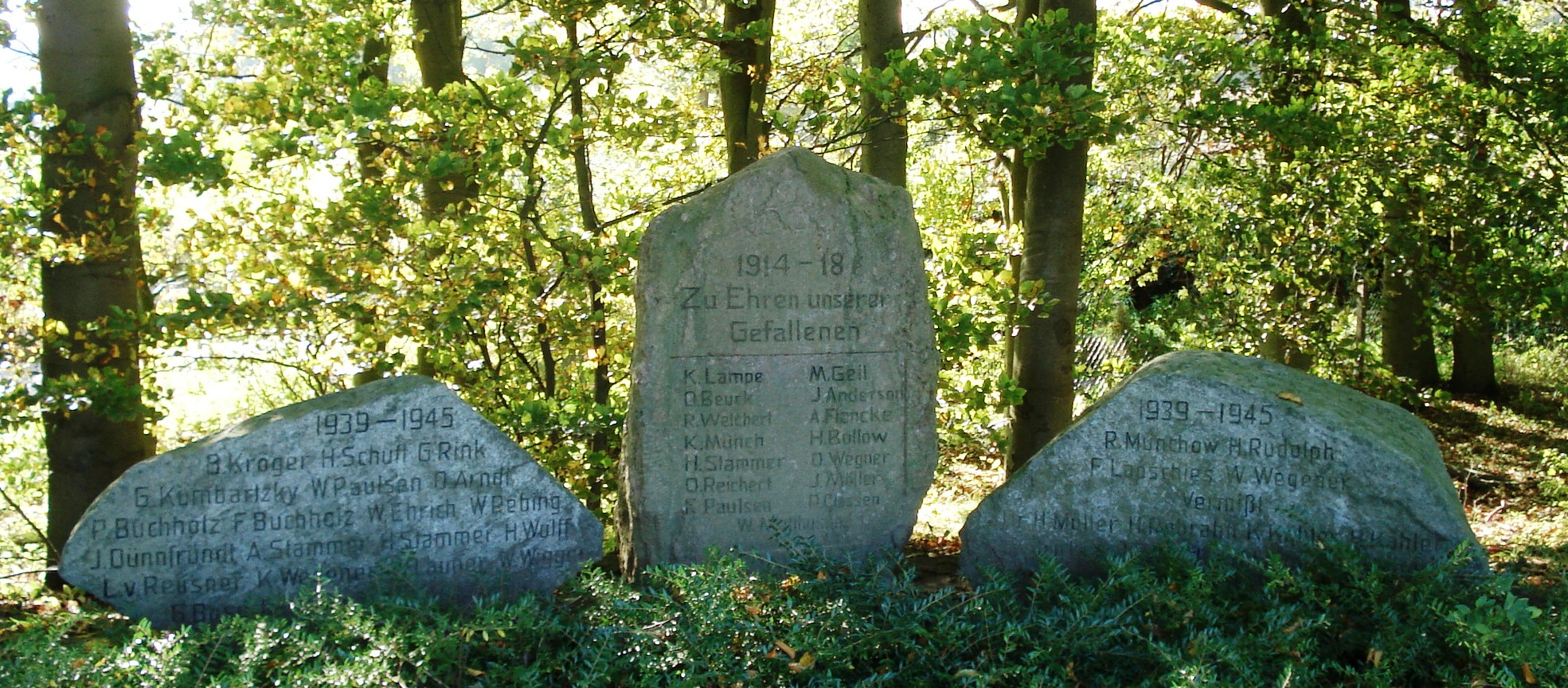
Ehrenmal bei Groß Parin für die Gefallenen beider Weltkriege

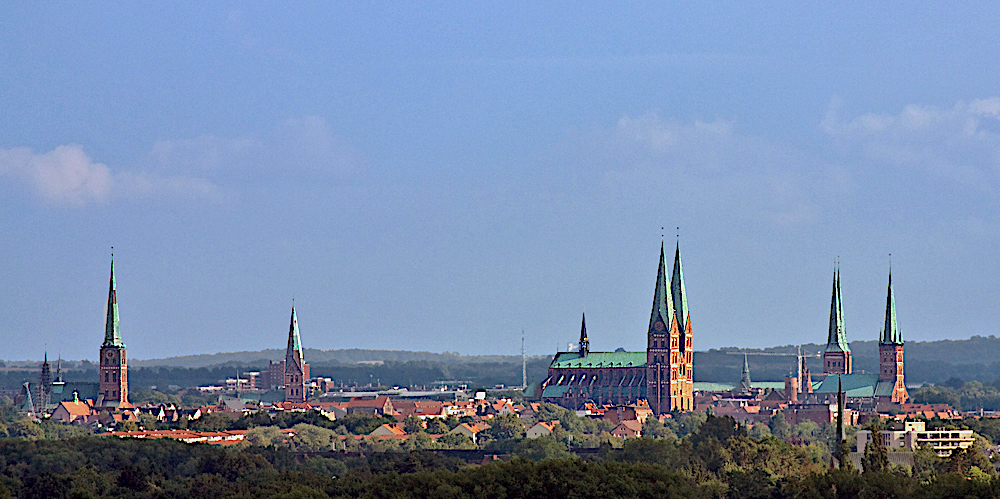
Blick vom Pariner Berg in Richtung Süden auf die Lübecker Altstadt

Der Pariner Berg ist eine 72 Meter hohe natürliche Erhebung in Groß Parin in Schleswig-Holstein, rund zehn Kilometer Luftlinie von der Lübecker Altstadt entfernt. Auf ihm befindet sich die Bismarcksäule als Aussichtsturm.

## Geologie
Beim Pariner Berg handelt es sich um eine – für das Schleswig-Holsteinische Hügelland typische – eiszeitliche Endmoräne des Baltischen Landrückens. Er bildet die nördliche Begrenzung des Lübecker Beckens und die östliche des Urstromtales der Schwartau.

## Bebauung
Aufgrund seiner exponierten Lage war der Pariner Berg Standort einer Windmühle, in der sich während des Zweiten Weltkrieges das Zwangsarbeiterlager Pariner Berg befand. Das letzte noch heute stehende Gebäude wird als Wohnhaus genutzt.
Die um 1901/1902 erbaute und 12,8 Meter hohe Bismarcksäule gewährt einen Ausblick auf die Umgebung bis Lübeck, Neustadt, die Lübecker Bucht und die Hügellandschaft der Holsteinischen Schweiz.
Etwa auf halber Strecke zwischen Groß Parin und der Bismarcksäule befindet sich ein Ehrenmal für die Gefallenen des Ersten und Zweiten Weltkrieges. Bis Anfang Juni 2015 befand sich etwa auf halber Strecke zwischen Klein Parin und der Bismarcksäule das Drehfunkfeuer Lübeck (LUB) zur Flugsicherung.